# Jean-Michel Frodon
Jean-Michel Frodon (París, 20 de septiembre de 1953) es un periodista y crítico de cine francés.

## Biografía
Nacido como Jean-Michel Billard, escribe con un seudónimo tomado de Frodo de El señor de los anillos. Tiene una maestría y una DEA en historia. Trabajó como educador de 1971 a 1981. Luego, fue fotógrafo de 1981 a 1985. En 1983, se convirtió en periodista y crítico de cine del semanario Le Point, del cual su padre, Pierre Billard, también periodista y crítico de cine, fue uno de los fundadores y jefes de redacción. Ocupó este cargo hasta 1990.
Asumió las mismas funciones en el diario Le Monde en 1990 y en 1995 se convirtió en responsable de la columna de cine diario. En 2003 se convirtió en editor jefe de Cahiers du cinémas cuatro años después de su compra por Le Monde. Después de irse en 2009, escribe el blog Projection publique en el sitio web slate.fr.
Ha escrito, en ocasiones, para muchas otras revistas de cine. En 2001 fundó L'Exception, el think tank sobre cine. Ha sido profesor en la Universidad Pantheon-Sorbonne y École Normale Supérieure, actualmente enseña en Sciences Po Paris.

## Publicaciones
- "Jean de florette: la folle aventure d'un film", coescrito con Jean-Claude Loiseau (editions Herscher, 1987)
- «Les enquêteurs du regard,» Le Monde, 27 de enero de 1994.
- l'Âge moderne du cinéma français (Flammarion, 1995)
- La Projection nationale (Éditions Odile Jacob, 1998)
- Hou Hsiao-hsien (dir., Les Cahiers du cinéma, 1999)
- Conversation avec Woody Allen (Plon, 2000)
- Print the Legend, Cinéma et journalisme (co-dir., Cahiers du cinéma, 2004)
- Au sud du cinéma (dir., Cahiers du cinéma, 2004)
- Horizon cinéma (Cahiers du cinéma, coll XXIe siècle, 2006)
- Le Cinéma chinois (Cahiers du cinéma CNDP, coll Les Petits Cahiers, 2006)
- Gilles Deleuze et les images (co-dir. con François Dosse, Les Cahiers du cinéma, coll. Essais, 2008)
- Robert Bresson (Les Cahiers du cinéma, coll. Grands cinéaste. 2008)
- La critique de cinéma (Les Cahiers du cinéma CNDP, coll Les Petits Cahiers, 2008)
- Genèses (con Amos Gitai y Marie-José Sanselme, Gallimard, 2009)
- Cinema and the Shoah: An Art Confronts the Tragedy of the Twentieth Century. Albany, NY: SUNY Press. 2010. ISBN 978-1438430263.